# Staatliche Archivverwaltung
Die Staatliche Archivverwaltung (StAV) im Ministerium des Innern war die zentrale Anleitungs- und Kontrollinstitution für das staatliche Archivwesen in der Deutschen Demokratischen Republik. Von der Staatlichen Archivverwaltung wurden beim Ministerium des Innern der Deutschen Demokratischen Republik als dem zuständigen Fachorgan des Ministerrates der DDR für das staatliche Archivwesen die Leitung, Beaufsichtigung und Kontrolle sowie Planung und Koordinierung aller grundlegenden Aufgaben des Archivwesens der DDR zentral vorgenommen.

## Zuständigkeit
Die Staatliche Archivverwaltung war u. a. zuständig für die Festlegung von Grundsätzen für die Entwicklung des staatlichen Archivwesens im Bereich der DDR. Ihr waren das Zentrale Staatsarchiv, alle Staatsarchive, die Zentralstelle für Archivalienrestaurierung, die Zentralstelle für Reprographie, die Zentralstelle für Genealogie in der DDR und die Fachschule für Archivwesen „Franz Mehring“ in Potsdam direkt unterstellt. Für die übrigen staatlichen Archive des Landes waren hingegen die Organe, Betriebe und Einrichtungen zuständig, bei denen diese gebildet worden sind. Dies waren auf Ebene der Bezirke die Referate Archivwesen beim jeweiligen Rat des Bezirkes bzw. des Magistrats von Groß-Berlin, Abteilung Innere Angelegenheiten, und die Sachgebiete Archivwesen bei den Räten der Kreise bzw. Räten der Stadtbezirke von Groß-Berlin, Abteilung Innere Angelegenheiten.
Die fachliche Zuständigkeit erstreckte sich auf die Anleitung und Beratung der Staatsorgane, der wirtschaftsleitenden Organe sowie der staatlichen Einrichtungen und Institutionen der DDR in Grundsatzfragen des Archivwesens. Der StAV oblag die Koordinierung der Übernahme, Bewertung, Erschließung (= Ordnung und Verzeichnung) und Auswertung der Bestände des Staatlichen Archivfonds der DDR. In der StAV wurde der zentrale Bestandsnachweis des Staatlichen Archivfonds der DDR geführt, Fachliteratur wie zum Beispiel die Archivmitteilungen herausgegeben, die Aus-, Weiter- und Fortbildung im staatlichen Archivwesen zentral gesteuert sowie sich um internationale Zusammenarbeit im Archivwesen bemüht, dabei lag der Schwerpunkt hauptsächlich auf dem Austausch mit anderen sozialistischen Staaten, insbesondere mit der UdSSR.

## Geschichte

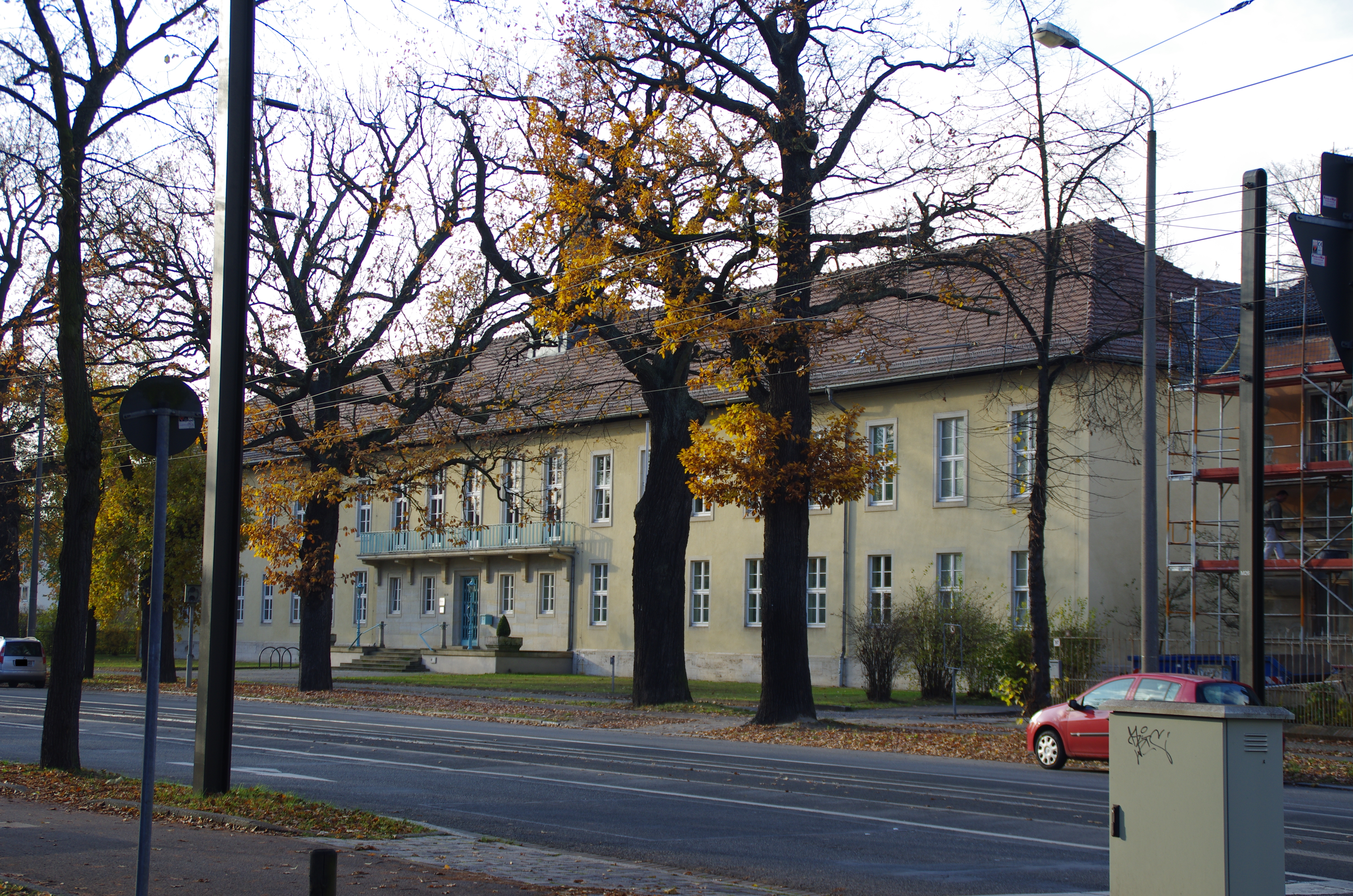
Dienstgebäude der Staatlichen Archivverwaltung in Potsdam, Berliner Str. 98–101

Am 1. November 1952 wurde die Generaldirektion der Staatlichen Archive der DDR mit Sitz in Potsdam gebildet. Sie bestand neben der Hauptabteilung Archivwesen des Ministeriums des Innern der DDR in Berlin.
Bereits im Februar 1953 fand eine Fusion der Hauptabteilung Archivwesen mit der Generaldirektion zur Staatlichen Archivverwaltung im Staatssekretariat für Innere Angelegenheiten (später umbenannt in Ministerium des Innern) statt. Sitz war zunächst Berlin, von 1955 bis 1990 die Bezirksstadt Potsdam. Im Laufe des Jahres 1990 fand die Umwandlung der StAV in das Zentrale Archivamt der DDR statt, dessen vollständige Auslösung nach dem Ende der DDR 1991 abgeschlossen war.

## Persönlichkeiten

### Leiter
- 1949–1952: Otto Korfes
- 1952–1955: Otto Meier
- 1956–1958: Karl Höhnel (geschäftsführender Leiter)
- 1958–1965: Karl Schirdewan
- 1965–1968: Walter Hochmuth
- 1968–1982: Gerhard Exner
- 1983–1989: Roland Leipold
- 1990: Günter Herzog

### Stellvertretende Leiter
- 1953–1961: Karl Höhnel
- 1965–1990: Reinhard Kluge

### Leiter des Kreispropagandistenaktivs
- Johannes Kornow

### Chefredakteur der Archivmitteilungen
- Dieter Hebig

## Publikationen (Auswahl)
- Ordnungs- und Verzeichnungsgrundsätze für die staatlichen Archive der Deutschen Demokratischen Republik, Hrsg.: Staatliche Archivverwaltung im Ministerium des Innern der Deutschen Demokratischen Republik, 1964.
- Nationalrat der Nationalen Front des Demokratischen Deutschland. Dokumentationszentrum der Staatlichen Archivverwaltung der DDR (Hrsg.): „Braunbuch“. Kriegs- und Naziverbrecher in der Bundesrepublik und in Westberlin. Staat, Wirtschaft, Verwaltung, Armee, Justiz, Wissenschaft. Staatsverlag der Deutschen Demokratischen Republik, Berlin 1968.